# Episodi de La saga dei McGregor (prima stagione)
La prima stagione della serie televisiva La saga dei McGregor è stata trasmessa in anteprima in Australia dalla Nine Network nel corso del 1994.
| nº | Titolo originale                | Titolo italiano | Prima TV Australia | Prima TV Italia |
| -- | ------------------------------- | --------------- | ------------------ | --------------- |
| 1  | The Race                        |                 | 1994               |                 |
| 2  | Pascoe's Principles             |                 | 23 settembre 1994  |                 |
| 3  | Kathleen's Choice               |                 | 23 settembre 1994  |                 |
| 4  | Partnerships                    |                 | 25 settembre 1994  |                 |
| 5  | Where There's Smoke             |                 | 2 ottobre 1994     |                 |
| 6  | Tracks of Gold                  |                 | 9 ottobre 1994     |                 |
| 7  | Plans of Poison                 |                 | 16 ottobre 1994    |                 |
| 8  | Stepping Out                    |                 | 23 ottobre 1994    |                 |
| 9  | The Bushranger                  |                 | 30 ottobre 1994    |                 |
| 10 | The Rustlers                    |                 | 6 novembre 1994    |                 |
| 11 | The Loneliness of Luke McGregor |                 | 13 novembre 1994   |                 |
| 12 | Love Finds a Way                |                 | 20 novembre 1994   |                 |
| 13 | The Stampede                    |                 | 27 novembre 1994   |                 |